# BSA A7
La BSA A7 était une gamme de motos bicylindres 500 cm3 fabriquée par BSA (Birmingham Small Arms Company) dans son usine située à Armory Road, Small Heath, Birmingham. La gamme fut lancée en 1946 avec un moteur longue course de 495 cm3. Une version améliorée de 497 cm3 basée sur le moteur BSA A10 fut lancée en 1950. La production des différents modèles A7 reçut des modifications mineures jusqu’en 1962, année ou elles furent remplacés par le modèle A50 à construction Unit (boite de vitesses intégrée).

## Conception et développement

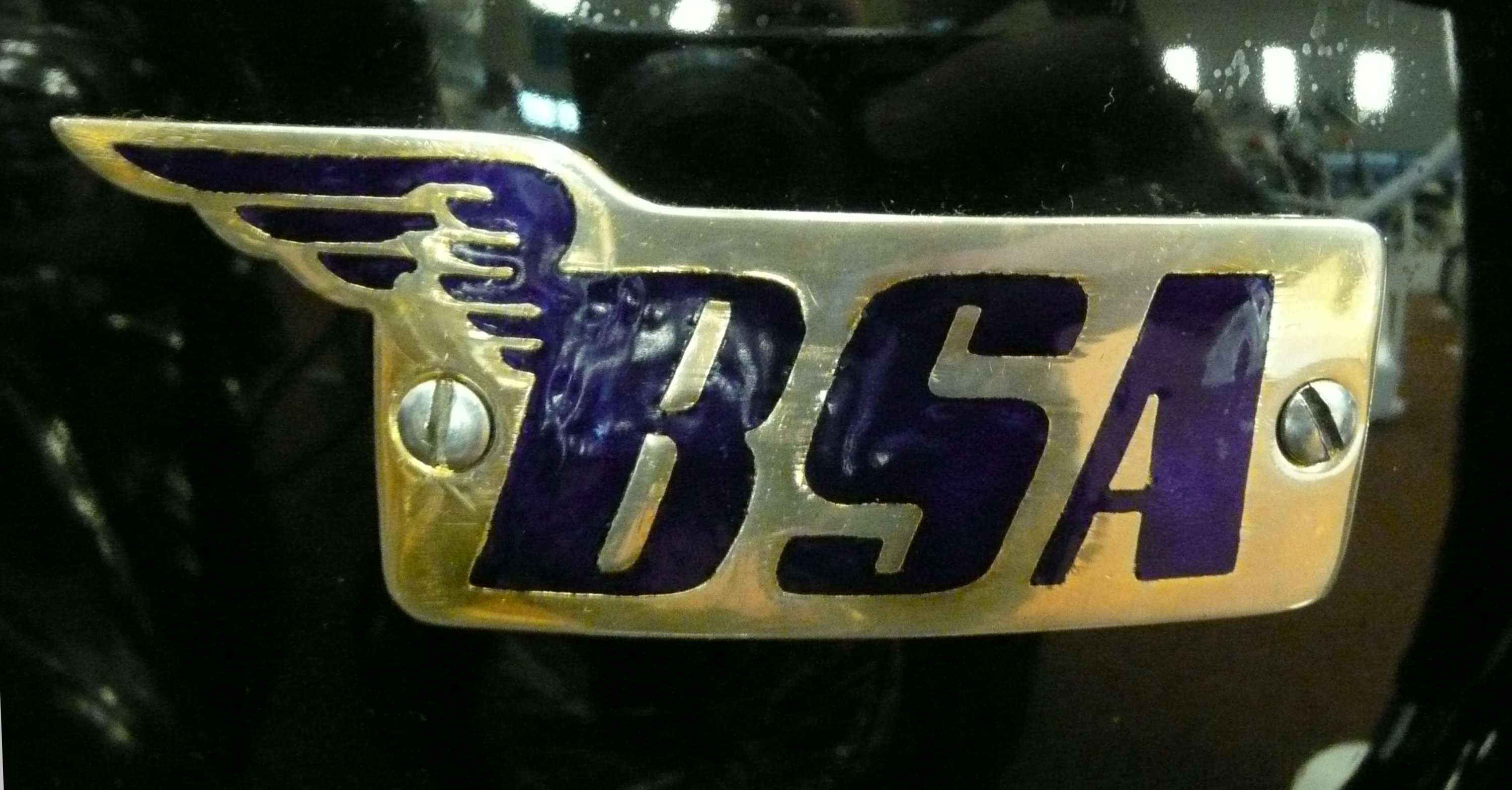
Badge A7

En 1938, après le lancement de la Triumph Speed Twin conçue par Edward Turner, BSA avait besoin d’un bicylindre 500 cm3 pour rivaliser avec cette moto. Conçue par Herbert Parker, David Munro et le concepteur en chef de BSA, Val Page, la BSA A7 était la première moto bicylindres BSA. Le déclenchement de la Seconde Guerre mondiale retarda son lancement mais plusieurs prototypes furent construits durant les années du conflit. Le modèle fut finalement lancé en septembre 1946, à la fin des hostilités.
La toute première A7 produite fut transportée par avion à Paris pour le premier salon de la moto après la fin de la guerre. La demande de moyens de transports à prix abordable après la guerre était énorme et la simplicité du bicylindre A7 était aidée par le slogan 'It's time YOU had a BSA!' («Il est temps que tu aies un BSA!).

## Moteur

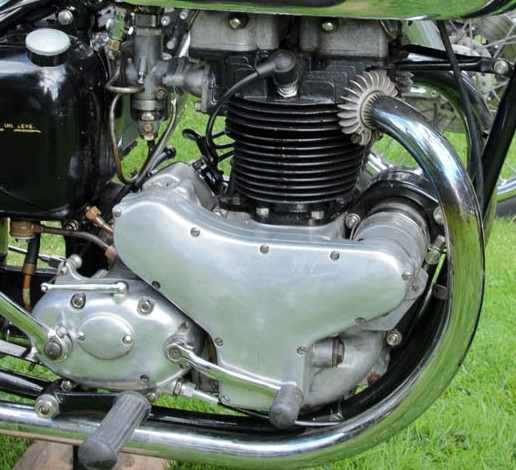
Moteur A7 "longue course" de 1947 avec boîte de vitesses boulonnée

Le moteur bicylindre de 495 cm3 produisait 26 ch (19,1 kW) et permettait d'atteindre une vitesse de pointe de 85 mi/h (136,8 km/h). Le moteur était à longue course avec un alésage et course de 62 mm x 82 mm. Un seul arbre à cames logé derrière les cylindres actionnait les soupapes via de longues tiges de poussée qui traversaient un tunnel dans le bloc en fonte. Ce système nécessitait un nombre considérable de goujons et d’écrous pour fixer la culasse et les boîtes à bascule en fonte, beaucoup d’entre eux étant profondément encastrés et nécessitant des clés à douilles bien faites ou des douilles relativement rares à cette époque. Comme avec les autres motos britanniques de l'époque, ce type d'installation entraînait régulièrement des fuites d'huile.
En octobre 1949 BSA lança le bicylindre A10 de 650 cm3 conçu par Bert Hopwood. Le moteur de l’A10 était une version repensée et améliorée du moteur A7. Une version 497 cm3 du moteur redessiné fut produite pour l’A7. Initialement installé dans la nouvelle A7S Star Twin, il a également été monté sur le modèle de base A7 en 1951. Le nouveau moteur avait une course plus courte avec un alésage et course de 66 mm x 72.6 mm.
La plupart des motos de cette période tendaient la chaîne primaire en tirant ou en faisant pivoter la boîte de vitesses vers l'arrière sur une charnière à tiges filetées. Cette opération était connue sous le nom de construction pré-unit. La première A7 avait une boîte de vitesses fixe boulonnée à l’arrière du carter moteur et un tendeur interne pour la chaîne primaire duplex. Cependant, en 1954, lorsque le bras oscillant fut introduit, le nouveau modèle revint à l'ancien système avec une boîte de vitesses séparée. L'électricité (comme c'était le cas pour les motos britanniques plus grandes de l'époque) consistait en deux systèmes indépendants. Un système fiable et autonome Lucas Magneto et un générateur de dynamo permettait de charger la batterie et alimenter l'éclairage. La carburation était à l’origine confiée à un simple carburateur Amal à flotteur Type 6. Un Amal TT et un carburateur 376 monobloc furent plus tard utilisés.

## Partie cycle
La A7 fut lancée avec un cadre rigide et une fourche avant télescopique. Une caractéristique pratique était le garde-boue arrière articulé qui se relevait permettant de retirer la roue arrière plus facilement.
Une suspension arrière à piston était proposée en option sur le cadre rigide à partir de 1949. Préoccupé par le taux d'usure élevé de la suspension à piston entraînant une mauvaise manipulation, un cadre à bras oscillant a été introduit en 1954 à la suite de quoi les cadres rigides et à piston furent supprimés.

## Gamme de modèles

### Vue d'ensemble des modèles
Sauf indication contraire tous les modèles sont équipés de bras oscillants.
| 1947        | 1948 | 1949                    | 1950 | 1951 | 1952 | 1953 | 1954               | 1955 | 1956 | 1957 | 1958 | 1959 | 1960 | 1961             | 1962 |
| ----------- | ---- | ----------------------- | ---- | ---- | ---- | ---- | ------------------ | ---- | ---- | ---- | ---- | ---- | ---- | ---------------- | ---- |
| A7 (rigide) |      |                         |      |      |      |      |                    |      |      |      |      |      |      |                  |      |
|             |      | A7 (pistons)            |      |      |      |      |                    |      |      |      |      |      |      |                  |      |
|             |      |                         |      |      |      |      | A7                 |      |      |      |      |      |      |                  |      |
|             |      |                         |      |      |      |      |                    |      |      |      |      |      |      | A7 (alternateur) |      |
|             |      | A7S Star Twin (pistons) |      |      |      |      |                    |      |      |      |      |      |      |                  |      |
|             |      |                         |      |      |      |      | A7SS Shooting Star |      |      |      |      |      |      |                  |      |

Remarques
1. ↑  495 cm3 moteur "longue course" de 1951, passe à 497 cm3 en 1951[6]
2. ↑  Connu sous le nom "A7 Flash" aux États-Unis[8]
3. ↑  Disponible avec cadre rigide sur demande spéciale[8]

### A7

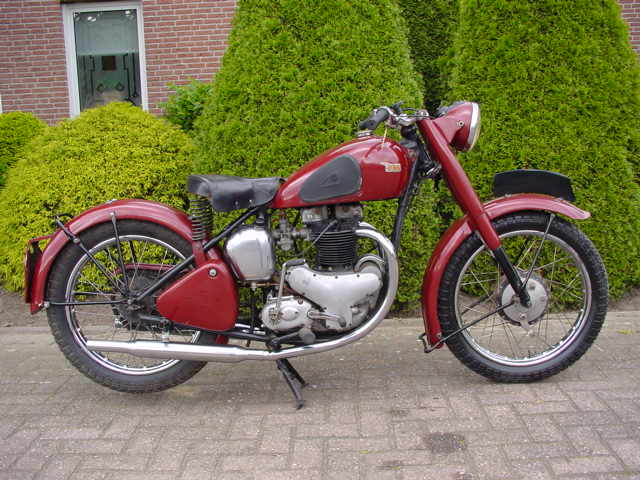
BSA A7 1948

L'A7 a été lancée en 1947 avec un cadre rigide et un moteur "longue course" avec cylindre et culasse en acier. La suspension à pistons fut proposée comme alternative à partir de 1949. Le moteur fut remplacé par le modèle à course réduite A10 en 1951. Le cadre rigide a été abandonné en 1953 et celui à pistons en 1954. À partir de 1954, le cadre à bras oscillant a été fabriqué et le nom "Flash" a été attribué au modèle pour le marché américain. Un alternateur était proposé comme alternative à la dynamo à partir de 1961. La production a cessé en 1962 avec l’introduction de la construction à boite de vitesses intégrée A50.

### A7S Star Twin
En réponse à la Triumph Tiger 100 concurrente, BSA lança la A7SS Star Twin. Le nouveau modèle recevait le dernier moteur de la BSA A10 avec un taux de compression augmenté et une nouvelle culasse avec soupapes d’admission et d’échappement en acier austénitique. Le collecteur d'admission était séparé de la culasse et des doubles carburateurs pouvaient être montés. Le moteur était fixé sur un cadre à pistons à finition chromée. Le modèle fut produit avec une option à cadres rigides ou à pistons. En 1953, une nouvelle culasse en alliage était montée avec un carburateur Amal Monoblock. Le modèle a été abandonné en 1954 au profit du modèle Shooting Star.

### A7SS Shooting Star

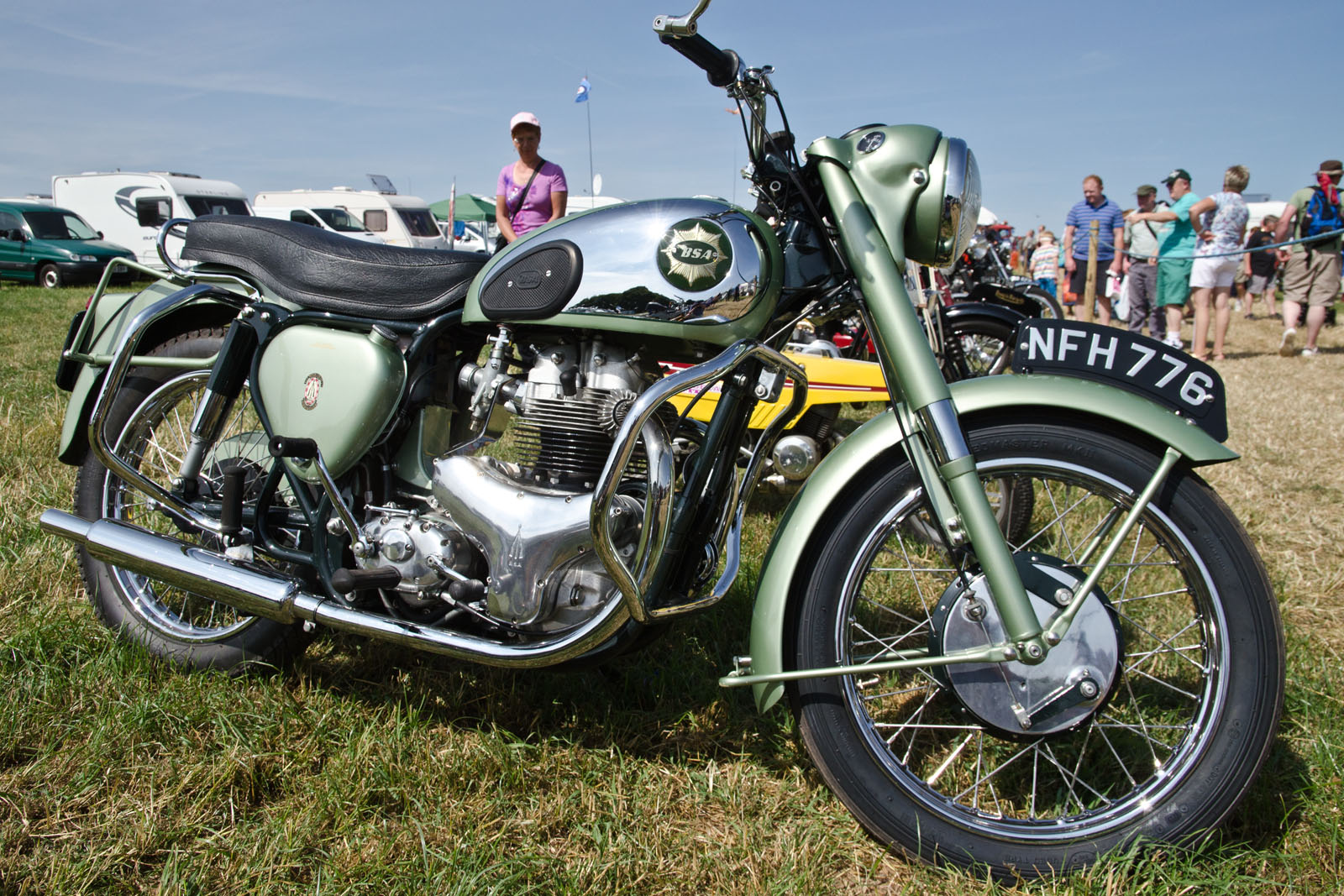
A7SS Shooting Star 1955

La Shooting Star a été introduite en 1954 avec un nouveau cadre à bras oscillant. Le moteur avait un arbre à cames plus performant et son taux de compression passait de 6.6: 1 à 7: 1. La puissance était de 30 ch (22,1 kW) à 5800 tr/min, avec une vitesse maximale d'un peu moins de 90 mi/h (144,8 km/h). À la fin de sa production en 1962, la BSA Shooting Star représentait l'ultime développement de la BSA A7. Celle-ci arborait une couleur vert bouteille foncé, un réservoir, des garde-boue et des panneaux latéraux vert clair, une culasse en alliage léger, un cadre berceau duplex avec suspension arrière à bras oscillant, des moyeux en alliage léger pleine largeur et des freins à tambour de 8 pouces.

## Succès sportif
En 1952, trois BSA A7 furent inscrites pour le Maudes Trophy et le Concours International des Six Jours d'Enduro, parcourant 4 500 mi (7 242 km) sans problème et confirmant la fiabilité du modèle. Les trois motos, qui avaient été sélectionnées au hasard sur la chaîne de production, remportèrent des médailles d'or et permirent à BSA de remporter le prix par équipe ainsi que le trophée. Les trois motos étaient pilotées par Brian Martin, Fred Rist et Norman Vanhouse. De Birmingham, l’équipe rejoignit Vienne, puis l’Allemagne, le Danemark, la Suède et la Norvège avant de rentrer à Birmingham en toute sécurité,.

### Record de vitesse américain
En 1952, le concessionnaire américain BSA, Hap Alzina, prépara une BSA Star Twin en vue d’une tentative de record de vitesse américain de classe C pour les motos standard. Le règlement empêchait toute modification majeure. Alzina fut tout de même autorisé à utiliser du carburant avec un taux d'octane de 80, qui, combiné à un taux de compression de 8: 1, permis au pilote Gene Thiessen d’atteindre une vitesse record dans les deux sens de 123,69 mi/h (199,1 km/h).

### Daytona 200 1954
En 1954, Bobby Hill remporta le Daytona 200 en pilotant une Shooting Star à cadre rigide. (La version à cadre rigide était une commande spéciale de l'usine). Dans les années 1950 la course se déroulait à moitié sur asphalte et l’autre sur la plage. Sur les 107 partants, 44 seulement terminèrent. Les Shooting Stars terminèrent aux 1re, 2e, 4e et 5e places. Une BSA Gold Star termina à la 3e place.

## Modèles connexes
En 1960, Kawasaki Aircraft Company acquit une participation dans la société de motocyclettes Meguro. Cette dernière avait obtenu l’autorisation de produire une copie du moteur 500 cm3 de la BSA A7. Meguro était le plus grand constructeur de motos du Japon, mais à la fin des années 1950, ses modèles étaient devenus moins compétitifs et la compagnie manquait d’argent. L'investissement de Kawasaki permis alors à Meguro de lancer sa copie de l'A7 sous le nom de Meguro K,.
En 1963, Meguro fut rachetée à 100% par la nouvelle Kawasaki Motorcycle Corporation. Kawasaki maintint l'accord de licence avec BSA et continua de construire le modèle K. Cependant, en raison de problèmes de lubrification, Kawasaki modifia ses moteurs et la Kawasaki K2 entra en production en 1965 avec des roulements de vilebrequin plus solides et une pompe à huile de plus grande capacité. Depuis l’apparition de la K2, le modèle Meguro K a tendance à être rétrospectivement appelé K1.
En 1965, la K2 fut réalésée à 624 cm3 pour devenir le prototype Meguro X-650, qui fut présenté au Salon de l’automobile de Tokyo de 1965. Le X-650 devint alors à son tour le prototype de la Kawasaki W1. Pour la nouvelle grosse moto Kawasaki, le look traditionnel des motos Meguro fut remplacé par un réservoir de carburant plus élégant, des garde-boue plus sportifs et d'autres détails destinés à attirer les marchés d'exportation, notamment l'Amérique du Nord,.